# 那加克里奥尔语
那加语（Nagamese）是一种以汉藏语系藏缅语族为底层语言，以阿萨姆语词汇为基础而形成的克里奥尔语，是印度东北部的那加兰邦的通用语，使用人数约为三万人。根据地区差异，那加语也会被识别为皮钦语到克里奥尔语之间的不同中间阶段。那加人内部的语言多样性极高，同时又有很多非那加族群使用那加语，因此不能把那加克里奥尔语简单等同于那加人的民族语言。
虽然那加语并未成为那加兰邦的官方语言，但它在家庭、教育机构、行政机构、媒体广播中皆为通用语。在当地商业中心迪马普尔及其周边，该语言的母语使用者持增长趋势，特别是在博多卡查里族人当中。

## 历史
那加兰群山环绕，有23个那加族群在此居住，这些语言都属于汉藏语系藏缅语族，彼此之间不能互通。除了那加人之外，一些持其他藏缅语族分支的族群也定居于那加兰。
历史上，持壮侗语系台语支的阿洪姆人，在征服那加兰并建立阿洪姆王国的过程中遭遇了当地人的抵抗，最主要的就是博多卡查里人（Bodo Kacharis），他们属于持藏缅语的原住民但并不属于那加人。据称在阿洪姆人1228年到来之前，他们就已经在当地建立了长达约600年的王国统治，并发展出了独特的灌溉方法和水稻种植文明，但罕见于文字记载。
自十四世纪以来，阿洪姆人开始向印度化地区扩张，并渐渐受到印度婆罗门文明的影响。自十六世纪中叶以来，说阿萨姆语的人数已经超过了阿洪姆人的数量，阿洪姆统治者开始接受阿萨姆人的文化习俗，阿萨姆语对内和对外都成为了重要的语言，与阿洪姆人的台语并行使用，并逐渐成为了阿洪姆王国的主要交流语言。
与博多卡查里人的持续冲突最终在十九世纪前叶招致了缅甸的入侵，此后在1826年，英国东印度军队占领了该地区，标志着阿洪姆王国的终结。
英国任用阿萨姆军队和警察部队管理那加兰。公务员通常从山谷地区，即说阿萨姆语的地区招聘。此外，在英国占领期间，阿萨姆语被用作学校的教学媒介。英国人的扶持，加上山区民众和山谷民众之间不断的贸易和其他交易，以及语言多样性高的环境导致的对通用语的需求，促进了阿萨姆语逐渐成为通用语。
最早可能提及那加语的记载出现在1841年Lt. Bigges的日记中，他提到曾遇到从山上下来的那加人，其中很多熟悉阿萨姆语。最早的明确关于那加语的记录出现在Hutton (1921)中，他提到：「阿萨姆语这只『鸽子』，形成了那加山区的通用语。」
尽管印度的政策是让学生接受母语教育，并将印地语和英语作为第二语言，但这在那加兰并不是一个务实的解决办法。由于持续的种族冲突，官方语言英语被选为统一的官方语言。但只有极少数的人口能够使用英语，于是学校事实上将绝大多数人都通晓的那加语作为教学用语。
M.V.Sreedhar发起了旨在将教育材料标准化的工作（例如在1976年和1985年），并在与那加兰官员协商一致后将拉丁字母作为文字系统，其基础在于，拉丁字母已经通过基督教的传播而被广大民众掌握，并被认为是「最中立的选择」。
目前，在全国范围内，无论是官方话语、学校还是大众媒体，都广泛使用那加语。全印度广播电台采用了那加语，政府事务部分也使用了该语言。
那些在与阿洪姆王国冲突时期没有逃到山上，留住在谷中的博多卡查里人的后裔，持那加语作为母语。对他们来说，这种语言就是克里奥尔语。